# Francouzská hokejová reprezentace
Francouzská hokejová reprezentace se účastnila Mistrovství světa v ledním hokeji, Mistrovství Evropy v ledním hokeji a Olympijských her, aktuálně (2017) na 13. místě v žebříčku IIHF. Je kontrolována Fédération Française de Hockey sur Glace. Jediný aktuálně hrající Francouz v NHL je útočník Antoine Roussel, ačkoliv dříve v NHL hrál i Philippe Bozon. Historicky první utkání proti České republice sehrála Francie 24. dubna 1993 v Dortmundu v rámci MS 1993 a prohrála 2:6.

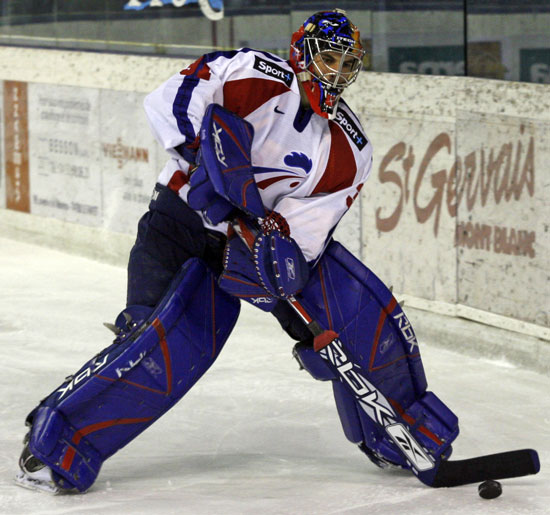
Brankář Eddy Ferhi v bílém dresu.

## Lední hokej na olympijských hrách
| Hokej na ZOH | Místo ZOH                           | Umístění  | Soupisky |
| ------------ | ----------------------------------- | --------- | -------- |
| LOH – 1920   | Belgie Antverpy                     | 6. místo  | Soupiska |
| ZOH – 1924   | Francie Chamonix                    | 6. místo  | Soupiska |
| ZOH – 1928   | Švýcarsko Svatý Mořic               | 6. místo  | Soupiska |
| ZOH – 1932   | USA Lake Placid                     | Ne        |          |
| ZOH – 1936   | Německá říše Garmisch-Partenkirchen | 10. místo | Soupiska |
| ZOH – 1948   | Švýcarsko Svatý Mořic               | Ne        |          |
| ZOH – 1952   | Norsko Oslo                         | Ne        |          |
| ZOH – 1956   | Itálie Cortina d'Ampezzo            | Ne        |          |
| ZOH – 1960   | USA Squaw Valley                    | Ne        |          |
| ZOH – 1964   | Rakousko Innsbruck                  | Ne        |          |
| ZOH – 1968   | Francie Grenoble                    | 14. místo | Soupiska |
| ZOH – 1972   | Japonsko Sapporo                    | Ne        |          |
| ZOH – 1976   | Rakousko Innsbruck                  | Ne        |          |
| ZOH – 1980   | USA Lake Placid                     | Ne        |          |
| ZOH – 1984   | Jugoslávie Sarajevo                 | Ne        |          |
| ZOH – 1988   | Kanada Calgary                      | 11. místo | Soupiska |
| ZOH – 1992   | Francie Albertville                 | 8. místo  | Soupiska |
| ZOH – 1994   | Norsko Lillehammer                  | 10. místo | Soupiska |
| ZOH – 1998   | Japonsko Nagano                     | 11. místo | Soupiska |
| ZOH – 2002   | USA Salt Lake City                  | 14. místo | Soupiska |
| ZOH – 2006   | Itálie Turín                        | Ne        |          |
| ZOH – 2010   | Kanada Vancouver                    | Ne        |          |
| ZOH – 2014   | Rusko Soči                          | Ne        |          |
| ZOH – 2018   | Jižní Korea Pchjongčchang           | Ne        |          |
| ZOH – 2022   | Čína Peking                         | Ne        |          |
| ZOH – 2026   | Itálie                              |           |          |

## Mistrovství světa
- skupina B nebo • divize D1
- skupina C
- Legenda: červené podbarvení - sestup, zelené podbarvení - postup, fialové podbarvení - reorganizace, změna skupiny či soutěže

| Hokej na MS  | Místo turnaje                         | Umístění                         | Soupisky |
| ------------ | ------------------------------------- | -------------------------------- | -------- |
| MS – 1930    | Francie a Německo                     | 6. místo                         | Soupiska |
| MS – 1931    | Polsko                                | 9. místo                         | Soupiska |
| MS – 1933    | ČSR                                   | Ne                               |          |
| MS – 1934    | Itálie                                | 11. místo                        | Soupiska |
| MS – 1935    | Švýcarsko                             | 7. místo                         | Soupiska |
| MS – 1937    | Velká Británie                        | Ne                               |          |
| MS – 1938    | ČSR                                   | Ne                               |          |
| MS – 1939    | Švýcarsko                             | Ne                               |          |
| MS – 1947    | ČSR                                   | Ne                               |          |
| MS – 1949    | Švédsko                               | Ne                               |          |
| MS – 1950    | Velká Británie                        | 9. místo                         | Soupiska |
| MS – 1951    | Francie                               | 9. místo                         | Soupiska |
| MS – 1953    | Švýcarsko                             | 8. místo                         | Soupiska |
| MS – 1954    | Švédsko                               | Ne                               |          |
| MS – 1955    | NSR                                   | Ne                               |          |
| MS – 1957    | SSSR                                  | Ne                               |          |
| MS – 1958    | Norsko                                | Ne                               |          |
| MS – 1959    | Československo                        | Ne                               |          |
| MS – 1961    | Švýcarsko                             | 16. místo                        | Soupiska |
| MS – 1962    | USA                                   | 11. místo                        | Soupiska |
| MS – 1963    | Švédsko                               | 14. místo                        | Soupiska |
| MS – 1965    | Finsko                                | 17. místo                        | Soupiska |
| MS – 1966    | Jugoslávie                            | Ne                               |          |
| MS – 1967    | Rakousko                              | 20. místo                        | Soupiska |
| MS – 1969    | Švédsko                               | Ne                               |          |
| MS – 1970    | Švédsko                               | 17. místo                        | Soupiska |
| MS – 1971    | Švýcarsko                             | 16. místo                        | Soupiska |
| MS – 1972    | ČSSR                                  | Ne                               |          |
| MS – 1973    | SSSR                                  | 20. místo                        | Soupiska |
| MS – 1974    | Finsko                                | 19. místo                        | Soupiska |
| MS – 1975    | NSR                                   | 19. místo                        | Soupiska |
| MS – 1976    | Polsko                                | 19. místo                        | Soupiska |
| MS – 1977    | Rakousko                              | 21. místo                        | Soupiska |
| MS – 1978    | ČSSR                                  | 22. místo                        | Soupiska |
| MS – 1979 C  | Španělsko                             | 21. místo                        |          |
| MS – 1981 C  | Čína                                  | 21. místo                        |          |
| MS – 1982 C  | Španělsko                             | 20. místo                        |          |
| MS – 1983 C  | Maďarsko                              | 21. místo                        |          |
| MS – 1985 C  | Francie                               | 17. místo                        |          |
| MS – 1986 B  | Nizozemsko                            | 12. místo                        |          |
| MS – 1987 B  | Itálie                                | 12. místo                        |          |
| MS – 1989 B  | Norsko                                | 11. místo                        |          |
| MS – 1990 B  | Francie                               | 12. místo                        |          |
| MS – 1991 B  | Jugoslávie                            | 11. místo                        |          |
| MS – 1992    | ČSFR                                  | 11. místo                        | Soupiska |
| MS – 1993    | SRN                                   | 10. místo                        | Soupiska |
| MS – 1994    | Itálie                                | 10. místo                        | Soupiska |
| MS – 1995    | Švédsko                               | 8. místo                         | Soupiska |
| MS – 1996    | Rakousko                              | 11. místo                        | Soupiska |
| MS – 1997    | Finsko                                | 10. místo                        | Soupiska |
| MS – 1998    | Švýcarsko                             | 13. místo                        | Soupiska |
| MS – 1999    | Norsko                                | 15. místo                        | Soupiska |
| MS – 2000    | Rusko                                 | 15. místo – (sestup)             | Soupiska |
| MS – 2001 D1 | Francie                               | – divize 1, skupina A            |          |
| MS – 2002 D1 | Nizozemsko                            | – divize 1, skupina A            |          |
| MS – 2003 D1 | Chorvatsko                            | – divize 1, skupina B – postup   |          |
| MS – 2004    | Česko                                 | 16. místo – (sestup)             |          |
| MS – 2005 D1 | Nizozemsko                            | – divize 1, skupina B            |          |
| MS – 2006 D1 | Francie                               | – divize 1, skupina A            |          |
| MS – 2007 D1 | Čína                                  | – divize 1, skupina A – postup   |          |
| MS – 2008    | Kanada                                | 14. místo                        | Soupiska |
| MS – 2009    | Švýcarsko                             | 12. místo                        | Soupiska |
| MS – 2010    | Německo                               | 14. místo                        | Soupiska |
| MS – 2011    | Slovensko                             | 12. místo                        | Soupiska |
| MS – 2012    | Finsko a Švédsko                      | 9. místo                         | Soupiska |
| MS – 2013    | Švédsko a Finsko                      | 13. místo                        | Soupiska |
| MS – 2014    | Bělorusko                             | 8. místo                         | Soupiska |
| MS – 2015    | Česko                                 | 12. místo                        | Soupiska |
| MS – 2016    | Rusko                                 | 14. místo                        | Soupiska |
| MS – 2017    | Německo a Francie                     | 9. místo                         | Soupiska |
| MS – 2018    | Dánsko                                | 12. místo                        | Soupiska |
| MS – 2019    | Slovensko                             | 15. místo – (sestup)             | Soupiska |
| MS – 2020 D1 | Slovinsko a Polsko                    | Zrušeno kvůli pandemii covidu-19 |          |
| MS – 2021 D1 | Slovinsko a Polsko                    | Zrušeno kvůli pandemii covidu-19 |          |
| MS – 2022    | Finsko Helsinky a Tampere             | 12. místo                        | Soupiska |
| MS – 2023    | Lotyšsko a Finsko (Riga, Tampere)     | 13. místo                        | Soupiska |
| MS – 2024    | Česko (Praha, Ostrava)                | 14. místo                        | Soupiska |
| MS – 2025    | Švédsko a Dánsko (Stockholm, Herning) | 16. místo – (sestup)             | Soupiska |

## Galerie dresů reprezentace
| ZOH 1988 | ZOH 1992 | ZOH 1994 | MS 1998 | ZOH 1998 a MS 1999–2000 |
|          |          |          |         |                         |

|  |

|  |